# 南蛇花蜱
南蛇花蜱（学名：Amblyomma helvolum）为硬蜱科花蜱屬下的一个种。